# Анискин, Александр Дмитриевич
Александр Дмитриевич Анискин (24 ноября 1918, Екатеринослав — 20 февраля 1943, в районе г. Старая Русса) — участник Великой Отечественной войны, старший лётчик 32-го гвардейского истребительного авиационного полка (210-я истребительная авиационная дивизия, 1-й истребительный авиационный корпус, 3-я Воздушная армия, Калининский фронт), Герой Советского Союза (1943), гвардии старший лейтенант.

## Биография
Родился в рабочей семье. После окончания неполной средней школы пошёл работать токарем на металлургической завод. Посещал планерную школу без отрыва от производства, после её успешного окончания был зачислен в Днепропетровский аэроклуб. В 1938 году был призван в армию и получил направление в Качинскую школу пилотов, которую окончил в 1940 году.
С начала Великой Отечественной войны на фронте в составе 92-го истребительного Краснознаменного авиационного полка 16-й авиационной дивизии Юго — Западного фронта. Уже в июне 1941 года совершил первый боевой вылет в составе группы прикрытия наших бомбардировщиков. К августу 1941 года он имел 3 сбитых вражеских самолёта и 40 отлично проведённых штурмовок, за что был награждён орденом Красного Знамени.
В августе 1942 года прибыл в 434-й истребительный авиаполк, в составе которого воевал под Сталинградом. Был награждён вторым орденом Красного Знамени за уничтожение двух самолётов противника (один — лично, второй — в группе). В декабре 1942 — феврале 1943 годов, участвуя в боях на Калининском фронте, старший лейтенант Анискин лично сбил 4 самолёта противника. К февралю 1943 года старший летчик 32-го гвардейского истребительного авиационного полка старший лейтенант А. Д. Анискин имел на своём счету 295 боевых вылетов, принимал участие в 105 воздушных боях, уничтожил 10 самолётов противника.
20 февраля 1943 года погиб в воздушном бою в районе деревни Хмели (ныне Залучского сельского поселения Новгородской области), доведя число своих побед до 11.
Указом Президиума Верховного Совета СССР «О присвоении звания Героя Советского Союза начальствующему составу Военно-Воздушных сил Красной Армии» от 22 февраля 1943 года за «образцовое выполнение боевых заданий командования на фронте борьбы с немецкими захватчиками и проявленными при этом отвагу и геройство» удостоен посмертно звания Героя Советского Союза.

## Знаки отличия
- Медаль «Золотая Звезда» (22 февраля 1943)
- Орден Ленина (22.02.1943)
- Орден Красного Знамени (2.7.1941)
- Орден Красного Знамени (23.10.1942)

## Память
- А. Д. Анискин в начале восьмидесятых был зачислен в списки комсомольско-молодёжной бригады металлургического завода имени Петровского в Днепропетровске.